# Nicéforo Brienio
Nicéforo Brienio (Griego:Νικηφόρος Βρυέννιος, Latín:Nicephorus Bryennius) (c. 1062-c. 1137) fue un soldado, estadista e historiador, que se caracterizó por su sabiduría y belleza física; la cual le ganó el favor de la nobleza. Nacido en Adrianópolis; fue hijo del general bizantino del mismo nombre.

## Vida
Contrajo matrimonio con Ana Commeno, hija del emperador Alejo I Comneno.

## Obra
Por petición de su suegra la emperatriz Irene Ducas escribió la crónica Material para la historia (en griego:Ὕλη Ἱστορίας); la cual redactó en un estilo sencillo y conciso siguiendo el estilo del filósofo griego Jenofonte, al cual imitó con bastante éxito.

## Familia
De su matrimonio con la princesa bizantina Ana Comneno, le sobrevivieron:
- Alejo Comneno (c. 1102-c. 1167)
- Juan Ducas (c. 1103-c. 1163)
- Irene Ducas (c. 1105-c. 1167)
- María Brienio Comneno (c. 1102-c. 1167)